# Single numer jeden w roku 2015 (Węgry)
2015 – siedemnasty rok, w którym było prowadzone zestawienie najlepiej sprzedających się singli na Węgrzech.

## Historia notowania
| Data publikacji | Utwór                                              | Wykonawca                          | Źródło |
| --------------- | -------------------------------------------------- | ---------------------------------- | ------ |
| 29 grudnia      | „Légypapír”                                        | GRB                                | [ 2 ]  |
| 5 stycznia      | „Rakpart”                                          | Wellhello                          | [ 3 ]  |
| 12 stycznia     | „Back Home”                                        | Fritz Kalkbrenner                  | [ 4 ]  |
| 19 stycznia     | „Shake It Off”                                     | Taylor Swift                       | [ 5 ]  |
| 26 stycznia     | „Uptown Funk”                                      | Mark Ronson feat. Bruno Mars       | [ 6 ]  |
| 2 lutego        | „Take Me to Church”                                | Hozier                             | [ 7 ]  |
| 9 lutego        | „Love Me Like You Do”                              | Ellie Goulding                     | [ 8 ]  |
| 16 lutego       | „Love Me Like You Do”                              | Ellie Goulding                     | [ 9 ]  |
| 23 lutego       | „Love Me Like You Do”                              | Ellie Goulding                     | [ 10 ] |
| 2 marca         | „Love Me Like You Do”                              | Ellie Goulding                     | [ 11 ] |
| 9 marca         | „Love Me Like You Do”                              | Ellie Goulding                     | [ 12 ] |
| 16 marca        | „Love Me Like You Do”                              | Ellie Goulding                     | [ 13 ] |
| 23 marca        | „Love Me Like You Do”                              | Ellie Goulding                     | [ 14 ] |
| 30 marca        | „Love Me Like You Do”                              | Ellie Goulding                     | [ 15 ] |
| 6 kwietnia      | „See You Again”                                    | Wiz Khalifa feat. Charlie Puth     | [ 16 ] |
| 13 kwietnia     | „Ébredj mellettem”                                 | Ákos                               | [ 17 ] |
| 20 kwietnia     | „See You Again”                                    | Wiz Khalifa feat. Charlie Puth     | [ 18 ] |
| 27 kwietnia     | „Légypapír”                                        | GRB                                | [ 19 ] |
| 4 maja          | „Apuveddmeg”                                       | Wellhello                          | [ 20 ] |
| 11 maja         | „See You Again”                                    | Wiz Khalifa feat. Charlie Puth     | [ 21 ] |
| 18 maja         | „Apuveddmeg”                                       | Wellhello                          | [ 22 ] |
| 25 maja         | „Goodbye”                                          | Feder feat. Lyse                   | [ 23 ] |
| 1 czerwca       | „Goodbye”                                          | Feder feat. Lyse                   | [ 24 ] |
| 8 czerwca       | „Emlékszem, Sopronban (A Volt Fesztivál Himnusza)” | Wellhello x Halott Pénz            | [ 25 ] |
| 15 czerwca      | „Emlékszem, Sopronban (A Volt Fesztivál Himnusza)” | Wellhello x Halott Pénz            | [ 26 ] |
| 22 czerwca      | „Emlékszem, Sopronban (A Volt Fesztivál Himnusza)” | Wellhello x Halott Pénz            | [ 27 ] |
| 29 czerwca      | „Emlékszem, Sopronban (A Volt Fesztivál Himnusza)” | Wellhello x Halott Pénz            | [ 28 ] |
| 6 lipca         | „Emlékszem, Sopronban (A Volt Fesztivál Himnusza)” | Wellhello x Halott Pénz            | [ 29 ] |
| 13 lipca        | „Emlékszem, Sopronban (A Volt Fesztivál Himnusza)” | Wellhello x Halott Pénz            | [ 30 ] |
| 20 lipca        | „Ain’t Nobody (Loves Me Better)”                   | Felix Jaehn feat. Jasmine Thompson | [ 31 ] |
| 27 lipca        | „Drag Me Down”                                     | One Direction                      | [ 32 ] |
| 3 sierpnia      | „Ain’t Nobody (Loves Me Better)”                   | Felix Jaehn feat. Jasmine Thompson | [ 33 ] |
| 10 sierpnia     | „Ain’t Nobody (Loves Me Better)”                   | Felix Jaehn feat. Jasmine Thompson | [ 34 ] |
| 17 sierpnia     | „Waiting for Love”                                 | Avicii                             | [ 35 ] |
| 24 sierpnia     | „What Do You Mean?”                                | Justin Bieber                      | [ 36 ] |
| 31 sierpnia     | „Are You with Me”                                  | Lost Frequencies                   | [ 37 ] |
| 7 września      | „Waiting for Love”                                 | Avicii                             | [ 38 ] |
| 14 września     | „Reality”                                          | Lost Frequencies                   | [ 39 ] |
| 21 września     | „Reality”                                          | Lost Frequencies                   | [ 40 ] |
| 28 września     | „Reality”                                          | Lost Frequencies                   | [ 41 ] |
| 5 października  | „Reality”                                          | Lost Frequencies                   | [ 42 ] |
| 12 października | „Reality”                                          | Lost Frequencies                   | [ 43 ] |
| 19 października | „Hello”                                            | Adele                              | [ 44 ] |
| 26 października | „Hello”                                            | Adele                              | [ 45 ] |
| 2 listopada     | „Hello”                                            | Adele                              | [ 46 ] |
| 9 listopada     | „Hello”                                            | Adele                              | [ 47 ] |
| 16 listopada    | „Budapest”                                         | Mr. Missh feat. Krisz Burai        | [ 48 ] |
| 23 listopada    | „Hello”                                            | Adele                              | [ 49 ] |
| 30 listopada    | „Hello”                                            | Adele                              | [ 50 ] |
| 7 grudnia       | „Hello”                                            | Adele                              | [ 51 ] |
| 14 grudnia      | „Igazán”                                           | Ákos                               | [ 52 ] |
| 21 grudnia      | „Darabokra törted a szívem”                        | Halott Pénz                        | [ 53 ] |
| 28 grudnia      | „Hello”                                            | Adele                              | [ 54 ] |